# Lysohlávka moravská
Lysohlávka moravská (Psilocybe moravica) je lysohlávka, která byla popsána na základě sběrů ze severní Moravy. Roste ze zbytků dřeva obvykle ve skupinách po jednotlivých plodnicích, vzácně i v malých trsech (bazální srůsty tří, pěti, sedmi plodnic). Roste od září do listopadu, vrchol růstu je v říjnu.

## Popis
Houba je význačná zploštěle polokulovitým kloboukem bez vystouplého hrbolu, který je nakonec až ploše rozložený, 2-4,5 cm široký, na středu plochý nebo jemně vmáčklý, s rovným nebo lehce vlnitým, rýhovaným okrajem, vybarvený v různých odstínech hnědé s šedými tóny. Třeň je štíhle válcovitý, žíhaný, často s vláknitou prstenitou zónou v horní polovině, a břichaté, hnědé nesbíhavé lupeny, s šedým nádechem a bělavým ostřím. Někdy vytváří plodnice, které jsou nápadné dlouhým třeněm a relativně malým kloboukem, jiné jsou však i s kratším třeněm a poměrně robustní. Modrání plodnic je obvykle bez olivově zelených tónů, na středu klobouku je někdy pravidelná modrá "tečka" nebo takto zbarvená rozmytá skvrna, což je nápadné i na exsikátech. Výtrusy jsou elipsoidní, (10-)11-13,5(-14,8)x(6-)6,2-7,0(-7,8)µm, bazidie jsou čtyřvýtrusé a s nápadně mohutnými sterigmaty. Cheilocystidy jsou hojné, lahvicovité, pleurocystidy rovněž lahvicovité.

## Obsažené látky
Obsahuje psychoaktivní indolové deriváty psilocybin a psilocin. Obsah kolísá lokalitu od lokality v poměrně velkých rozmezích. Na jedné lokalitě byl obsah psilocinu 0,61-1,09% a psilocybinu 0,22-0,57% , u hub z druhé lokality byl stanoven psilocin 1,18-1,45% a psilocybin dokonce 2 a 2,95%.[zdroj?]